# Nephelodes pectinata
Nephelodes pectinata är en fjärilsart som beskrevs av Smith 1900. Nephelodes pectinata ingår i släktet Nephelodes och familjen nattflyn. Inga underarter finns listade i Catalogue of Life.